# John Bluck
John William Bluck, né le 22 juillet 1943 à Napier, est un prélat anglican, un journaliste et un écrivain néo-zélandais.

## Biographie
Après avoir étudié à l'Université de Canterbury à Christchurch, puis à l'Episcopal Theological School de Cambridge (Massachusetts), il est ordonné prêtre en 1971. Il commence son ministère à Gisborne, puis devient l'éditeur du New Zealand Methodist. Il est ensuite directeur de communications pour le Conseil œcuménique des Églises, puis professeur de théologie pastorale et de communications au Knox Theological Seminary. De 1990 à 2002, il est doyen de la cathédrale de Christchurch, puis évêque du diocèse de Waiapu de 2002 à 2008.